# Hypodynerus brethesi
Hypodynerus brethesi är en stekelart som beskrevs av Jörgensen 1912. Hypodynerus brethesi ingår i släktet Hypodynerus och familjen Eumenidae. Inga underarter finns listade i Catalogue of Life.